# خضرلو (چالدران)
خضرلو، روستایی است مرکزچالدران جنوبی از توابع بخش مرکزی شهرستان چالدران در استان آذربایجان غربی ایران.

## جمعیت
این روستا در دهستان چالدران جنوبی قرار داشته و براساس سرشماری سال ۱۳۸۵جمعیت آن ۴۵۸نفر (۱۰۰خانوار) بوده‌است.

## اقتصاد
منبع اصلی درآمد روستائیان از کشاورزی و دامداری می‌باشد. این روستا به دلیل داشتن موقعیت جغرافیائی مناسب در تحولات منطقه نقش مؤثری ایفا نموده‌است.
کشاورزی: شغل اصلی مردم روستا اغلب کشاورزی و دامداری می‌باشد. محصولات اصلی روستا در بخش کشاورزی، گندم، جو، سیب زمینی، یونجه، شبدر، چغندر، درخت و سبزیهای جالیزی می‌باشد.
دامداری: دامداری یکی از منابع اصلی درآمد مردم روستا به شمار می‌رود. بخش زیادی از مردم روستا از راه نگهداری احشام اعم از گاو، گوسفند و طیور امرار معاش می‌کنند. عمده‌ترین فراورده‌های دامی روستا عبارتند از شیر، ماست، کره، خامه، کشک، پنیر، پشم و پوست، دام زنده می‌باشد.
مکان‌های دیدنی:
آرامگاه سادات کوه کمره‌ای؛
ایستی بلاغ؛
باغ ارباب؛